# Compsibidion clivum
Compsibidion clivum là một loài bọ cánh cứng trong họ Cerambycidae.